# Urochinasi
L'urochinasi, o attivatore dell'u-plasminogeno (o attivatore del plasminogeno urinario), è una serin proteasi appartenente alla classe delle idrolasi. Catalizza il taglio specifico del legame arginina-valina del plasminogeno per formare plasmina.
L'urochinasi fu originariamente isolata dall'urina umana, ma è presente anche in altre sostanze fisiologiche, come il plasma sanguigno e nella matrice extracellulare.
Il substrato primario fisiologico è il plasminogeno, lo zimogeno inattivo della serin proteasi plasmina. L'attivazione della plasmina coinvolge un processo proteolitico che, dipendendo dall'ambiente fisiologico, partecipa alla trombolisi o alla degradazione della matrice extracellulare. Ciò spiega la funzione degli inibitori dell'urochinasi nella terapia di malattie vascolari e nel contrasto alla progressione metastatica del cancro.

## Caratteristiche molecolari
L'urochinasi è una proteina composta di 411 residui, consistente in 3 domini: il dominio della serin proteasi, il dominio kringle ed il dominio del fattore di sviluppo. L'urochinasi è sintetizzata in forma di prourochinasi o catena singola di urochinasi, ed è attivata da un taglio proteolitico tra i residui L158 e I159. Le due catene risultanti sono tenute insieme tramite un legame disolfuro.